# 2018-as gyorsasági kajak-kenu világbajnokság
A 2018-as gyorsasági kajak-kenu világbajnokságot Portugáliában, Montemor-o-Velhóban rendezték augusztus 22. és 26. között. Ez volt a 44. kajak-kenu világbajnokság. Magyarország  6 arany-, 1 ezüst-, és 2 bronzéremmel az éremtáblázat második helyén végzett.
Ezen a világbajnokságon szerezte legelső világbajnoki bronzérmét és az első világbajnoki érmét Írország női K1 5000 méteren, Jennifer Egan által.

## A magyar csapat
A 2018-as magyar vb keret tagjai:
| férfiak   | férfiak                                              | férfiak   |
| --------- | ---------------------------------------------------- | --------- |
| K1 200 m  | Birkás Balázs                                        | 4.        |
| K2 200 m  | Balaska Márk Birkás Balázs                           | Aranyérem |
| K1 500 m  | Nádas Bence                                          | Bronzérem |
| K2 500 m  | Tóth Dávid Kulifai Tamás                             | 6.        |
| K4 500 m  | Tótka Sándor Dudás Miklós Molnár Péter Kuli István   | Bronzérem |
| K1 1000 m | Kopasz Bálint                                        | 4.        |
| K2 1000 m | Noé Bálint Ilyés Róbert                              | 13.       |
| K4 1000 m | Tóth Dávid Ilyés Róbert Bogár Gábor Ceiner Benjámin  | 6.        |
| K1 5000 m | Noé Bálint                                           | 5.        |
| C1 200 m  | Korisánszky Dávid                                    | 9.        |
| C2 200 m  | Hajdu Jonatán Fekete Ádám                            | 5.        |
| C1 500 m  | Kiss Tamás                                           | 8.        |
| C2 500 m  | Hajdu Jonatán Fekete Ádám                            | 6.        |
| C4 500 m  | Kiss Balázs Kiss Tamás Sarudi Pál Takács Mihály Áron | 8.        |
| C1 1000 m | Bodonyi András                                       | 7.        |
| C2 1000 m | Korisánszky Dávid Mike Róbert                        | 13.       |
| C1 5000 m | Kiss Tamás                                           | kizárva   |
| KL1 200 m | Juhász Tamás                                         | 4.        |
| KL1 200 m | Suba Róbert                                          | Ezüstérem |
| KL2 200 m | Rozbora András                                       | 15.       |
| KL3 200 m | Kiss Erik                                            | 16.       |
| KL3 200 m | Török Dávid                                          |           |
| VL2 200 m | Suba Róbert                                          | 6.        |
| VL2 200 m | Juhász Tamás                                         | 4.        |

| nők       | nők                                                   | nők       |
| --------- | ----------------------------------------------------- | --------- |
| K1 200 m  | Lucz Dóra                                             | 14.       |
| K2 200 m  | Hagymási Réka Szabó Ágnes                             | 4.        |
| K1 500 m  | Kozák Danuta                                          | Aranyérem |
| K2 500 m  | Kárász Anna Kozák Danuta                              | Aranyérem |
| K4 500 m  | Kárász Anna Kozák Danuta Medveczky Erika Bodonyi Dóra | Aranyérem |
| K1 1000 m | Bodonyi Dóra                                          | Aranyérem |
| K2 1000 m | Csipes Tamara Medveczky Erika                         | Aranyérem |
| K1 5000 m | Takács Tamara                                         | 5.        |
| C1 200 m  | Balla Virág                                           | 5.        |
| C2 200 m  | Nagy Bianka Molnár Csenge                             | 6.        |
| C1 500 m  | Lakatos Zsanett                                       | 5.        |
| C2 500 m  | Balla Virág Devecseriné Takács Kincső                 | Ezüstérem |
| C1 5000 m | Lakatos Zsanett                                       | 6.        |
| KL2 200 m | Varga Katalin                                         | 4.        |
| VL3 200 m | Varga Katalin                                         | 4.        |
| VL3 200 m | Molnárné Tóth Julianna                                | 8.        |

## Érmesek

### Kajak-kenu

#### Éremtáblázat
Az alábbi táblázat a kajak-kenu szakág éremtáblázatát mutatja.
  *   Rendező
  *   Magyarország
| Helyezés | Ország                  | Arany | Ezüst | Bronz | Összesen |
| -------- | ----------------------- | ----- | ----- | ----- | -------- |
| 1.       | Németország             | 7     | 4     | 2     | 13       |
| 2.       | Magyarország            | 6     | 1     | 2     | 9        |
| 3.       | Oroszország             | 3     | 3     | 5     | 11       |
| 4.       | Fehéroroszország        | 3     | 2     | 3     | 8        |
| 5.       | Kanada                  | 3     | 0     | 1     | 4        |
| 6.       | Brazília                | 2     | 0     | 1     | 3        |
| 7.       | Portugália              | 2     | 0     | 0     | 2        |
| 8.       | Új-Zéland               | 1     | 4     | 0     | 5        |
| 9.       | Spanyolország           | 1     | 3     | 1     | 5        |
| 10.      | Csehország              | 1     | 1     | 2     | 4        |
| 11.      | Egyesült Királyság      | 1     | 1     | 0     | 2        |
| 12.      | Lengyelország           | 0     | 3     | 3     | 5        |
| 13.      | Dánia                   | 0     | 2     | 0     | 2        |
| 13.      | Kuba                    | 0     | 2     | 0     | 2        |
| 15.      | Litvánia                | 0     | 1     | 2     | 3        |
| 15.      | Szerbia                 | 0     | 1     | 2     | 3        |
| 17.      | Ukrajna                 | 0     | 1     | 1     | 2        |
| 18.      | Szlovákia               | 0     | 1     | 0     | 1        |
| 19.      | Chile                   | 0     | 0     | 1     | 1        |
| 19.      | Dél-afrikai Köztársaság | 0     | 0     | 1     | 1        |
| 19.      | Írország                | 0     | 0     | 1     | 1        |
| 19.      | Norvégia                | 0     | 0     | 1     | 1        |
| 19.      | Olaszország             | 0     | 0     | 1     | 1        |
| 19.      | Svédország              | 0     | 0     | 1     | 1        |
| Összesen | Összesen                | 30    | 30    | 31    | 91       |

#### Férfiak

##### Kajak
| Versenyszám | Arany                                                                          | Arany     | Ezüst                                                                          | Ezüst     | Bronz                                                                       | Bronz     |
| ----------- | ------------------------------------------------------------------------------ | --------- | ------------------------------------------------------------------------------ | --------- | --------------------------------------------------------------------------- | --------- |
| K1 200 m    | Carlos Garrote · Spanyolország                                                 | 35.259    | Arturas Seja · Litvánia                                                        | 35.366    | Jevgenyij Lukancov · Oroszország                                            | 35.512    |
| K2 200 m    | Balaska Márk · Birkás Balázs · Magyarország                                    | 31.873    | Saúl Craviotto · Cristian Toro · Spanyolország                                 | 32.133    | Nebojša Grujić · Marko Novaković · Szerbia                                  | 32.156    |
| K1 500 m    | Josef Dostál · Csehország                                                      | 1:37.905  | Tom Liebscher · Németország                                                    | 1:38.912  | Nádas Bence · Magyarország                                                  | 1:39.516  |
| K2 500 m    | Artem Kuzakhmetov · Vlagyiszlav Blincov · Oroszország                          | 1:30.666  | Stefan Vekić · Vladimir Torubarov · Szerbia                                    | 1:30.953  | Ricardas Nekriosius · Andrej Olijnik · Litvánia                             | 1:31.449  |
| K4 500 m    | Max Rendschmidt · Ronald Rauhe · Tom Liebscher · Max Lemke · Németország       | 1:20.056  | Saúl Craviotto · Cristian Toro · Marcus Walz · Rodrigo Germade · Spanyolország | 1:20.423  | Tótka Sándor · Dudás Miklós · Molnár Péter · Kuli István · Magyarország     | 1:21.480  |
| K1 1000 m   | Fernando Pimenta · Portugália                                                  | 3:27.666  | Max Rendschmidt · Németország                                                  | 3:28.391  | Josef Dostál · Csehország                                                   | 3:29.177  |
| K2 1000 m   | Max Hoff · Marcus Gross · Németország                                          | 3:15.797  | Francisco Cubelos · Iñigo Peña · Spanyolország                                 | 3:16.617  | Marko Tomićević · Milenko Zorić · Szerbia                                   | 3:17.407  |
| K4 1000 m   | Gecső Tamás · Jacob Schöpf · Jakob Thordsen · Lukas Reuschenbach · Németország | 2:57.947  | Samuel Baláž · Vlček Erik · Tarr György · Jakubik Gábor · Szlovákia            | 2:58.914  | Francisco Cubelos · Pelayo Roza · Rubén Millán · Iñigo Peña · Spanyolország | 2:59.341  |
| K1 5000 m   | Fernando Pimenta · Portugália                                                  | 21:42.196 | René Poulsen · Dánia                                                           | 21:43.723 | Eivind Vold · Norvégia                                                      | 21:44.849 |

##### Kenu
| Versenyszám | Arany                                                                     | Arany     | Ezüst                                                                      | Ezüst     | Bronz                                                                              | Bronz     |
| ----------- | ------------------------------------------------------------------------- | --------- | -------------------------------------------------------------------------- | --------- | ---------------------------------------------------------------------------------- | --------- |
| C1 200 m    | Artsem Kozyr · Fehéroroszország                                           | 39.810    | Ivan Stil · Oroszország                                                    | 39.970    | Henrikas Žustautas · Litvánia                                                      | 40.043    |
| C2 200 m    | Hleb Saladukha · Dzianis Makhlai · Fehéroroszország                       | 37.646    | Arsen Sliwinski · Michal Lubniewski · Lengyelország                        | 37.816    | Alexander Kovalenko · Ivan Shtyl · Oroszország                                     | 37.993    |
| C1 500 m    | Isaquias dos Santos · Brazília                                            | 1:49.203  | Sebastian Brendel · Németország                                            | 1:49.496  | Martin Fuksa · Csehország                                                          | 1:50.143  |
| C2 500 m    | Erlon Silva · Isaquias dos Santos · Brazília                              | 1:40.043  | Viktor Melantyev · Vlagyiszlav Csebotar · Oroszország                      | 1:41.590  | Arsen Sliwinski · Michal Lubniewski · Lengyelország                                | 1:41.787  |
| C4 500 m    | Pavel Petrov · Mihail Pavlov · Viktor Melantyev · Ivan Stil · Oroszország | 1:35.606  | Jurij Vangyuk · Andrii Rybachok · Oleh Borovik · Eduard Semetilo · Ukrajna | 1:36.726  | Daniele Santini · Nicolae Craciun · Sergiu Craciun · Luca Incollingo · Olaszország | 1:37.196  |
| C1 1000 m   | Sebastian Brendel · Németország                                           | 3:48.390  | Martin Fuksa · Csehország                                                  | 3:49.625  | Isaquias dos Santos · Brazília                                                     | 3:50.190  |
| C2 1000 m   | Yul Oeltze · Peter Kretschmer · Németország                               | 3:38.207  | Serguey Madrigal · Fernando Enrique · Kuba                                 | 3:39.462  | Kirill Samsurin · Ilja Pervuhin · Oroszország                                      | 3:40.647  |
| C1 5000 m   | Sebastian Brendel · Németország                                           | 23:40.857 | Fernando Enrique · Kuba                                                    | 23:46.646 | Kirill Samsurin · Oroszország                                                      | 24:09.504 |

#### Nők

##### Kajak
| Versenyszám | Arany                                                                      | Arany     | Ezüst                                                                   | Ezüst     | Bronz                                                                                       | Bronz     |
| ----------- | -------------------------------------------------------------------------- | --------- | ----------------------------------------------------------------------- | --------- | ------------------------------------------------------------------------------------------- | --------- |
| K1 200 m    | Lisa Carrington · Új-Zéland                                                | 38.821    | Emma Jørgensen · Dánia                                                  | 40.548    | Linnea Stensils · Svédország                                                                | 40.585    |
| K2 200 m    | Franziska Weber · Tina Dietze · Németország                                | 37.157    | Kayla Imrie · Aimee Fisher · Új-Zéland                                  | 37.197    | Marija Kicsaszova · Anasztaszija Horlova · Ukrajna                                          | 37.294    |
| K1 500 m    | Kozák Danuta · Magyarország                                                | 1:47.254  | Lisa Carrington · Új-Zéland                                             | 1:47.984  | Volha Hudzenka · Fehéroroszország                                                           | 1:48.724  |
| K2 500 m    | Kárász Anna · Kozák Danuta · Magyarország                                  | 1:43.065  | Lisa Carrington · Caitlin Ryan · Új-Zéland                              | 1:43.088  | Jasmin Fritz · Steffi Kriegenstein · Németország                                            | 1:45.589  |
| K4 500 m    | Kárász Anna · Kozák Danuta · Medveczky Erika · Bodonyi Dóra · Magyarország | 1:33.758  | Lisa Carrington · Kayla Imrie · Aimee Fisher · Caitlin Ryan · Új-Zéland | 1:33.771  | Karolina Naja · Anna Pulawska · Helena Wisniewska · Katarzyna Kolodziejczyk · Lengyelország | 1:34.568  |
| K1 1000 m   | Bodonyi Dóra · Magyarország                                                | 4:02.892  | Lizzie Broughton · Egyesült Királyság                                   | 4:03.927  | Bridgitte Hartley · Dél-afrikai Köztársaság                                                 | 4:04.017  |
| K2 1000 m   | Csipes Tamara · Medveczky Erika · Magyarország                             | 3:39.811  | Justyna Iskrzycka · Paulina Paszek · Lengyelország                      | 3:43.758  | Sarah Brüssler · Melanie Gebhardt · Németország                                             | 3:45.091  |
| K1 5000 m   | Lizzie Broughton · Egyesült Királyság                                      | 24:01.737 | Marina Litvincsuk · Fehéroroszország                                    | 24:12.014 | Jennifer Egan · Írország                                                                    | 24:15.075 |

##### Kenu
| Versenyszám | Arany                                              | Arany     | Ezüst                                                 | Ezüst     | Bronz                                                               | Bronz     |
| ----------- | -------------------------------------------------- | --------- | ----------------------------------------------------- | --------- | ------------------------------------------------------------------- | --------- |
| C1 200 m    | Laurence Vincent-Lapointe · Kanada                 | 45.567    | Oleszja Romaszenko · Oroszország                      | 46.242    | Dorota Borowska · Lengyelország · Alena Nazdrova · Fehéroroszország | 46.812    |
| C2 200 m    | Alena Nazdrova · Kamila Bobr · Fehéroroszország    | 45.234    | Sylwia Szczerbinska · Dorota Borowska · Lengyelország | 46.158    | Kseniia Kurach · Oleszja Romaszenko · Oroszország                   | 46.668    |
| C1 500 m    | Kseniia Kurach · Oroszország                       | 2:10.991  | Alena Nazdrova · Fehéroroszország                     | 2:11.631  | Katie Vincent · Kanada                                              | 2:12.148  |
| C2 500 m    | Laurence Vincent-Lapointe · Katie Vincent · Kanada | 1:56.395  | Balla Virág · Takács Kincső · Magyarország            | 1:58.632  | Nadzeja Makarcsanka · Volha Klimava · Fehéroroszország              | 2:00.485  |
| C1 5000 m   | Laurence Vincent-Lapointe · Kanada                 | 27:43.020 | Annika Loske · Németország                            | 27:52.541 | Maria Mailliard · Chile                                             | 27:59.547 |

### Parakenu

#### Éremtáblázat
Az alábbi táblázat a parakenu szakág éremtáblázatát mutatja.
  *   Rendező
  *   Magyarország
| Helyezés | Ország             | Arany | Ezüst | Bronz | Összesen |
| -------- | ------------------ | ----- | ----- | ----- | -------- |
| 1        | Egyesült Királyság | 2     | 2     | 3     | 7        |
| 2        | Ukrajna            | 2     | 1     | 1     | 4        |
| 3        | Ausztrália         | 2     | 1     | 0     | 3        |
| 4        | Brazília           | 1     | 3     | 1     | 5        |
| 5        | Olaszország        | 1     | 1     | 1     | 3        |
| 6        | Oroszország        | 1     | 0     | 3     | 4        |
| 7        | Németország        | 1     | 0     | 0     | 1        |
| 7        | Svédország         | 1     | 0     | 0     | 1        |
| 9        | Chile              | 0     | 1     | 0     | 1        |
| 9        | Magyarország       | 0     | 1     | 0     | 1        |
| 9        | Új-Zéland          | 0     | 1     | 0     | 1        |
| 12       | Románia            | 0     | 0     | 1     | 1        |
| Összesen | Összesen           | 11    | 11    | 10    | 32       |

#### Férfiak
| Versenyszám | Arany                        | Arany    | Ezüst                      | Ezüst    | Bronz                           | Bronz         |
| ----------- | ---------------------------- | -------- | -------------------------- | -------- | ------------------------------- | ------------- |
| KL1 200 m   | Esteban Farias · Olaszország | 49.796   | Suba Róbert · Magyarország | 50.606   | Luis Silva · Brazília           | 51.376        |
| KL2 200 m   | Curtis McGrath · Ausztrália  | 41.735   | Scott Martlew · Új-Zéland  | 42.360   | Mykola Syniuk · Ukrajna         | 43.230        |
| KL3 200 m   | Szerhij Jemeljanov · Ukrajna | 39.031   | Caio Carvalho · Brazília   | 39.761   | Leonid Krylov · Oroszország     | 40.896        |
| VL1 200 m   | Peter Happ · Németország     | 1:18.764 | Robinson Mendez · Chile    | 1:34.300 | nem osztottak                   | nem osztottak |
| VL2 200 m   | Igor Tofalini · Brazília     | 54.316   | Luis Silva · Brazília      | 54.911   | Marius Ciustea · Olaszország    | 55.246        |
| VL3 200 m   | Curtis McGrath · Ausztrália  | 47.642   | Caio Carvalho · Brazília   | 48.837   | Jack Eyers · Egyesült Királyság | 49.492        |

#### Nők
| Versenyszám | Arany                                  | Arany    | Ezüst                                     | Ezüst    | Bronz                                     | Bronz    |
| ----------- | -------------------------------------- | -------- | ----------------------------------------- | -------- | ----------------------------------------- | -------- |
| KL1 200 m   | Maryna Mazhula · Ukrajna               | 55.665   | Eleonora De Paolis · Olaszország          | 56.795   | Jeanette Chippington · Egyesült Királyság | 57.050   |
| KL2 200 m   | Charlotte Henshaw · Egyesült Királyság | 52.627   | Emma Wiggs · Egyesült Királyság           | 53.402   | Nadezda Andreeva · Oroszország            | 56.412   |
| KL3 200 m   | Helene Ripa · Svédország               | 53.671   | Amanda Reynolds · Ausztrália              | 53.881   | Mihaela Lulea · Románia                   | 54.826   |
| VL2 200 m   | Emma Wiggs · Egyesült Királyság        | 57.766   | Jeanette Chippington · Egyesült Királyság | 1:00.491 | Mariia Nikiforova · Oroszország           | 1:00.546 |
| VL3 200 m   | Larisa Volik · Oroszország             | 1:06.262 | Nataliia Lahutenko · Ukrajna              | 1:06.397 | Charlotte Henshaw · Egyesült Királyság    | 1:06.407 |